# Willson Contreras
Pour les articles homonymes, voir Contreras.
Willson Contreras (né le 13 mai 1992 à Puerto Cabello, Carabobo, Venezuela) est un receveur, jouant aussi parfois comme voltigeur, et évoluant avec les Cardinals de Saint-Louis de la Ligue majeure de baseball.

## Carrière
Willson Contreras signe son premier contrat professionnel en juillet 2009 avec les Cubs de Chicago,. Dans les ligues mineures, où il joue principalement à la position de receveur, Contreras est remarqué au point d'être classé début 2016 au 67e rang de la liste des 100 meilleurs joueurs d'avenir dressée par Baseball America.
Conteras fait ses débuts dans le baseball majeur le 17 juin 2016 avec les Cubs de Chicago. En 76 matchs joués à sa première saison, il maintient une moyenne au bâton de ,282 avec 12 circuits. Le 22 octobre 2016, Contreras frappe un circuit face à Clayton Kershaw dans le 6e et dernier match de la Série de championnat de la Ligue nationale entre les Cubs et les Dodgers de Los Angeles.